# Justin Anderson
Justin Lamar Anderson (Montross, 19 novembre 1993) è un cestista statunitense.

## Carriera
Il 23 febbraio 2017 viene ceduto ai Philadelphia 76ers insieme a Andrew Bogut e la futura scelta al primo turno protetta del 2017, in cambio di Nerlens Noel. 2019 Wizards

## Statistiche

### College
| Anno      | Squadra            | PG | PT | MP   | TC%  | 3P%  | TL%  | RP  | AP  | PRP | SP  | PP   |
| --------- | ------------------ | -- | -- | ---- | ---- | ---- | ---- | --- | --- | --- | --- | ---- |
| 2012-2013 | Virginia Cavaliers | 35 | 17 | 24,0 | 42,0 | 30,3 | 76,4 | 3,3 | 2,3 | 0,9 | 1,2 | 7,6  |
| 2013-2014 | Virginia Cavaliers | 37 | 5  | 21,6 | 40,7 | 29,4 | 71,6 | 3,2 | 1,5 | 0,4 | 0,8 | 7,8  |
| 2014-2015 | Virginia Cavaliers | 26 | 22 | 27,8 | 46,6 | 45,2 | 78,0 | 4,0 | 1,7 | 0,7 | 0,5 | 12,2 |
| Carriera  | Carriera           | 98 | 44 | 24,1 | 43,0 | 35,7 | 75,2 | 3,5 | 1,8 | 0,6 | 0,9 | 8,9  |

### NBA

#### Regular Season
| Anno      | Squadra             | PG  | PT | MP   | TC%  | 3P%  | TL%  | RP  | AP  | PRP | SP  | PP  |
| --------- | ------------------- | --- | -- | ---- | ---- | ---- | ---- | --- | --- | --- | --- | --- |
| 2015-2016 | Dallas Mavericks    | 55  | 9  | 11,8 | 40,6 | 26,5 | 80,0 | 2,4 | 0,5 | 0,3 | 0,5 | 3,8 |
| 2016-2017 | Dallas Mavericks    | 51  | 2  | 13,9 | 40,1 | 30,3 | 79,5 | 2,9 | 0,6 | 0,5 | 0,3 | 6,5 |
| 2016-2017 | Philadelphia 76ers  | 24  | 8  | 21,6 | 46,3 | 29,2 | 78,0 | 4,0 | 1,4 | 0,5 | 0,3 | 8,5 |
| 2017-2018 | Philadelphia 76ers  | 38  | 0  | 13,7 | 43,1 | 33,0 | 73,7 | 2,4 | 0,7 | 0,4 | 0,2 | 6,2 |
| 2018-2019 | Atlanta Hawks       | 48  | 4  | 9,6  | 40,8 | 31,2 | 74,3 | 1,8 | 0,5 | 0,5 | 0,3 | 3,7 |
| 2019-2020 | Brooklyn Nets       | 10  | 1  | 10,7 | 26,3 | 20,7 | 50,0 | 2,1 | 0,8 | 0,0 | 0,6 | 2,8 |
| 2021-2022 | Cleveland Cavaliers | 3   | 0  | 15,7 | 50,0 | 33,3 | 75,0 | 2,0 | 2,0 | 0,3 | 0,0 | 4,3 |
| 2021-2022 | Indiana Pacers      | 13  | 6  | 20,7 | 36,8 | 24,5 | 80,0 | 3,1 | 2,1 | 0,5 | 0,5 | 6,8 |
| Carriera  | Carriera            | 242 | 30 | 13,6 | 41,0 | 29,2 | 77,5 | 2,6 | 0,8 | 0,4 | 0,3 | 5,3 |

#### Playoffs
| Anno     | Squadra            | PG | PT | MP   | TC%  | 3P%  | TL%  | RP  | AP  | PRP | SP  | PP  |
| -------- | ------------------ | -- | -- | ---- | ---- | ---- | ---- | --- | --- | --- | --- | --- |
| 2016     | Dallas Mavericks   | 5  | 1  | 19,0 | 45,9 | 30,8 | 64,3 | 4,0 | 1,4 | 0,8 | 0,6 | 9,4 |
| 2018     | Philadelphia 76ers | 7  | 0  | 4,7  | 37,5 | 28,6 | -    | 1,3 | 0,0 | 0,1 | 0,0 | 1,1 |
| 2020     | Brooklyn Nets      | 3  | 0  | 9,3  | 41,7 | 45,5 | 100  | 2,7 | 1,0 | 0,0 | 0,3 | 6,3 |
| Carriera | Carriera           | 15 | 1  | 10,4 | 43,9 | 35,5 | 72,2 | 2,5 | 0,7 | 0,3 | 0,3 | 4,9 |

### G League
| Anno      | Squadra          | PG  | PT  | MP   | TC%  | 3P%  | TL%  | RP  | AP  | PRP | SP  | PP   |
| --------- | ---------------- | --- | --- | ---- | ---- | ---- | ---- | --- | --- | --- | --- | ---- |
| 2015-2016 | Texas Legends    | 7   | 7   | 38,3 | 46,0 | 33,3 | 79,2 | 4,6 | 3,4 | 0,4 | 0,6 | 23,0 |
| 2019-2020 | Raptors 905      | 15  | 15  | 33,6 | 47,8 | 33,9 | 75,0 | 6,7 | 1,6 | 1,2 | 0,7 | 20,7 |
| 2019-2020 | Long Island Nets | 16  | 14  | 33,6 | 48,1 | 37,1 | 73,5 | 6,6 | 3,7 | 1,0 | 0,5 | 20,5 |
| 2021-2022 | F.W. Mad Ants    | 33  | 32  | 36,4 | 46,7 | 38,7 | 87,9 | 6,8 | 3,9 | 1,3 | 0,7 | 23,3 |
| 2022-2023 | F.W. Mad Ants    | 48  | 47  | 36,3 | 46,5 | 32,3 | 81,9 | 5,3 | 5,2 | 1,1 | 0,8 | 20,0 |
| Carriera  | Carriera         | 119 | 115 | 35,7 | 46,9 | 35,4 | 81,4 | 6,0 | 4,1 | 1,1 | 0,7 | 21,3 |

### Eurolega
| Anno      | Squadra  | PG | PT | MP   | TC%  | 3P%  | TL%  | RP  | AP  | PRP | SP  | PP  |
| --------- | -------- | -- | -- | ---- | ---- | ---- | ---- | --- | --- | --- | --- | --- |
| 2023-2024 | Valencia | 18 | 11 | 18,6 | 45,8 | 33,3 | 69,2 | 2,2 | 0,6 | 0,4 | 0,2 | 6,1 |
| Carriera  | Carriera | 18 | 11 | 18,6 | 45,8 | 33,3 | 69,2 | 2,2 | 0,6 | 0,4 | 0,2 | 6,1 |

## Palmarès
- Liga catalana: 1

Barcellona: 2024